# Сліченко Микола Олексійович
Микола Олексійович Сліченко (27 грудня 1934, Бєлгород, УРСР, — 2 липня 2021) — російський радянський актор театру і кіно, театральний режисер, співак, педагог. Єдиний з циган, удостоєний звання Народний артист СРСР (1981). Лауреат Державної премії СРСР (1987).

## Біографія
Під час радянсько-німецької війни втратив багатьох рідних, а батько був розстріляний на очах хлопця в 1942. Після війни сім'я оселилася в циганському колгоспі у Воронезькій області, де Микола почув про існування циганського театру в Москві.
В 1951 був прийнятий в театр «Ромен» артистом допоміжного складу, де працював з провідними акторами театру, серед яких: Ляля Чорна, М. В. Скворцова, С. І. Андреєва, М. І. Черкасова, С. Ф. Шишков, І. І. Ром-Лебедєв, В. Ф. Бізев, Н. Г. Нарожний, С. С. Золотарьов, І. В. Хрустальов.
В 1952 на виїзній виставі «Чотири наречених» за п'єсою І. Хрустальова в Загорську (сьогоднішній Сергієв Посад) зіграв роль Лекси, замінюючи хворого актора Сергія Федоровича Шишкова. Пізніше зіграв у цьому спектаклі ще й роль Баді.
Надалі грав у спектаклях поточного репертуару, в яких зіграв понад 60 ролей у театрі, знявся в кіно, в тому числі в картинах «У дощ і сонце», «Мій острів синій», «Весілля в Малинівці».
В 1972 закінчив вищі режисерські курси при ГІТІС, де навчався у народного артиста СРСР А. А. Гончарова.
В 1977 став головним режисером театру «Ромен».
У театрі, в кіно, на естраді виконує циганські та естрадні пісні, старовинні романси.
Створив на базі Музичного училища імені Гнесіних студію підготовки професійних кадрів для театру «Ромен», відкрив Циганський національний курс при Театральному інституті імені Бориса Щукіна.

### Фільмографія
- 1958: Олеко Дундич — циган
- 1958: Важке щастя — циган з табору Лук'яна
- 1960: У дощ і в сонце — Роман
- 1967: Весілля в Малинівці — червоний кіннотник Петра
- 1969: Викрадення (фільм-концерт) — Микола Сліченко (камео)

## Громадянська позиція
6 лютого 2012 зареєстрований як довірена особа кандидата в Президенти РФ Володимира Путіна.

## Родина
Дружина — Тамілла Агамірова (нар. 1928) — радянська і російська актриса театру і кіно; народна артистка РРФСР (1988).
- Дочка — Тамілла Миколаївна Сліченко (нар. 1963), актриса театру «Ромен»[9].
- Син — Петро Миколайович Сліченко.
- Син — Олексій Миколайович Сліченко.